# Richard de Bury
Richard Aungerville, noto anche come Richard de Bury (Bury St Edmunds, 24 gennaio 1287 – Bishop Auckland, 14 aprile 1345), è stato un religioso, scrittore e bibliofilo inglese.
Fu uno dei primi collezionisti inglesi di libri ed è ricordato soprattutto per il Philobiblon, opera in cui esprime il suo amore per i libri ed esorta il clero alla ricerca della conoscenza.

## Vita
Nacque nel 1287 vicino a Bury St Edmunds (Suffolk). Suo padre era Sir Richard Aungervyle, che discendeva da uno degli uomini di Guglielmo il Conquistatore. Aungervyle si stabilì nel Leicestershire, e la famiglia acquistò la tenuta di Willoughby. Richard fu allievo di John de Willoughby, e dopo la grammar school fu mandato all'università di Oxford, dove studiò filosofia e teologia. Divenne poi monaco benedettino alla cattedrale di Durham. Fu scelto come precettore per il principe di Galles (e futuro re) Edoardo III; secondo Thomas Frognall Dibdin trasmise al giovane principe il suo amore per i libri.
Fu coinvolto negli intrighi che precedettero la deposizione di re Edoardo II, e nel 1325 a Parigi fornì denaro alla regina Isabella e al suo amante Roger Mortimer, primo conte di March, ricavandolo dalle rendite della provincia di Brienne della quale era tesoriere. Per qualche tempo dovette nascondersi a Parigi per sfuggire ai funzionari che Edoardo II aveva inviato ad arrestarlo. Quando Edoardo III salì al trono i suoi servizi furono ricompensati con importanti incarichi: fu infatti nominato tesoriere del re e, nel 1329, Lord del Sigillo Privato. Il re lo raccomandò più volte al papa e lo inviò due volte, nel 1330 e nel 1333, come ambasciatore alla corte papale di Avignone. Durante la prima di queste visite egli incontrò Francesco Petrarca, che descrisse Aungerville come "non ignorante in letteratura e fin dalla gioventù incredibilmente curioso delle cose nascoste". Petrarca gli chiese notizie su Thule, ma Aungerville, che gli aveva promesso di fornirgliele una volta rientrato in patria tra i suoi libri, non rispose mai alle sue ripetute richieste. Papa Giovanni XXII lo nominò suo cappellano principale, e gli consegnò un rocchetto come garanzia dell'impegno ad assegnargli il primo vescovato inglese che si fosse reso disponibile.

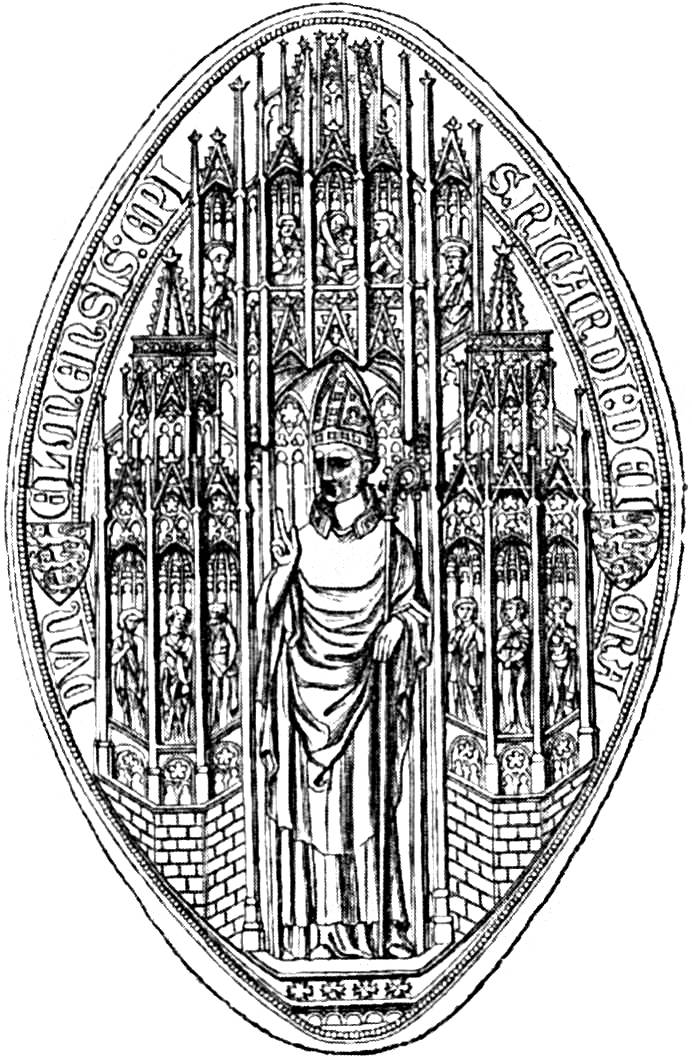
Sigillo vescovile di Richard Aungerville. Il testo latino è S. Ricardi: dei grat. Dunelmensis: epi. (Sigillo di Riccardo, per grazia di Dio vescovo di Durham).

Durante la sua assenza dall'Inghilterra Aungerville fu nominato Dean of Rolls nel 1333. Nel settembre dello stesso anno il re lo nominò vescovo di Durham, contro la scelta dei monaci che avevano eletto il loro sottopriore Robert de Graynes. Nel febbraio 1334 Aungerville fu nominato Lord Tesoriere, carica che nello stesso anno poi scambiò con quella di Lord Cancelliere. L'anno seguente diede le dimissioni, e dopo aver fatto preparativi per la protezione della sua diocesi da un attacco che ci si aspettava dalla Scozia, partì per la Francia per tentare di risolvere le controversie tra Edoardo e il re di Francia (che avrebbero poi dato origine alla Guerra dei cent'anni). L'anno dopo ebbe alcuni incarichi riguardanti la difesa delle contee settentrionali; nel 1338 fu nuovamente inviato all'estero in missione di pace, ma fu in breve bloccato dalle operazioni militari.
Aungerville raggiunse Coblenza e vi incontrò l'imperatore Luigi IV, e nello stesso anno fu rimandato in Inghilterra a raccogliere denaro. Questa sembra essere stata la sua ultima visita sul continente. Nel 1340 e nel 1342 tentò di nuovo di negoziare la pace con gli scozzesi, ma poi lasciò la politica per occuparsi della sua diocesi e per dedicarsi alla sua biblioteca. Fece cercare e raccogliere manoscritti per ogni dove, sottraendo molti volumi alla trascuratezza di monaci ignoranti e negligenti. Sembra che il desiderio di accumulare libri lo abbia a volte indotto ad esercitare pressioni indebite sui proprietari, poiché risulta che un abate di St.Albans lo corruppe cedendogli quattro libri di valore, e che Aungerville, che ottenne la concessione al suo monastero di alcuni ambiti privilegi, acquistò da lui altri trentadue libri per cinquanta pezzi d'argento, cioè molto meno del loro prezzo normale. L'opera che dimostra la sua passione per i libri, il Philobiblon (in greco antico, "amante dei libri") fu completata il giorno del suo cinquantottesimo compleanno, il 24 gennaio 1345.
Nel Philobiblon, scritto in latino, egli esalta i libri come veicoli di conoscenza e saggezza e sostegno della fede; esorta il clero all'amore per la conoscenza e per i libri, e critica i chierici che li trascurano; descrive i faticosi sforzi che lui stesso e i suoi incaricati compirono per raccogliere libri. Annota la sua intenzione di fondare un college a Oxford con annessa una biblioteca di cui i suoi libri dovevano essere il nucleo originario e dà istruzioni per la sua amministrazione; giunge persino a dare precise disposizioni sulle date da rispettare per il prestito dei libri. Tuttavia Aungerville morì in grande povertà il 14 aprile 1345 a Bishop Auckland, e sembra probabile che la sua raccolta sia stata dispersa poco dopo. I libri sarebbero stati consegnati ai monaci benedettini del Durham College di Oxford, e alla sua dissoluzione all'epoca di Enrico VIII essi furono divisi tra le biblioteche del duca Humphrey of Gloucester, del Balliol College, e di George Owen. Soltanto due dei libri risultano ancora esistenti: uno è una copia delle opere di Giovanni di Salisbury conservata al British Museum, l'altro comprende alcuni trattati di teologia di Anselmo e altri e si trova alla Bodleian Library.
La fonte principale sulla vita di Aungerville è William de Chambre, stampata in Anglia Sacra di Wharton (1691), e nella Historiae conelmensis scriptores tres, Surtees Soc. (1839), che lo descrive come uomo amabile ed eccellente, caritatevole nella sua diocesi, e generoso sostenitore di molti studiosi, tra cui Thomas Bradwardine (poi arcivescovo di Canterbury), Richard Fitzralph (poi arcivescovo di Armagh e nemico degli ordini mendicanti), Walter Burley, traduttore di Aristotele, l'astronomo John Mauduit, Robert Holkot e Richard de Kilvington. John Bale e Pits citano altre sue opere, Epistolae Familiares e Orationes ad Principes. L'inizio del Philobiblon e delle Epistolae come riportati da Bale corrispondono a quelli del Philobiblon e del suo prologo; sembra quindi che egli pensò a due opere diverse dove ve n'era soltanto una. Le Orationes potrebbero corrispondere a una raccolta di lettere, il Liber Epistolaris quondam dominiis cardi de Bury, Episcopi Dunelmensis, ora di proprietà di Lord Harlech.
Questo manoscritto, il cui contenuto è catalogato nel Quarto Rapporto (1874) della Historical Manuscripts Commission (Appendice, pp. 379-397), contiene numerose lettere di papi, del re, corrispondenza sugli affari dell'università di Oxford, e sulla provincia di Guascogna, oltre ad arringhe e altre lettere che evidentemente sono modelli da utilizzare in varie occasioni. È stato a volte sostenuto che il Philobiblon fu scritto non da Aungerville ma da Robert Holkot. Questa asserzione è sostenuta dal fatto che in sette dei manoscritti esistenti il Philobiblon è attribuito a Holkot in una pagina introduttiva. Poiché gran parte del fascino del libro risiede nel suo essere una involontaria testimonianza sul carattere del collezionista, se si accertasse che Holkot ne è l'effettivo autore, il suo valore sarebbe sostanzialmente alterato. Una testimonianza su Aungerville da parte del suo contemporaneo Adam Murimuth (Continuatio Chronicarum, Rolls series, 1889, p. 171) ne dà una descrizione meno favorevole di William de Chambre, sostenendo che egli era solo moderatamente istruito, ma desiderava essere considerato un grande studioso.

## Genealogia episcopale
La genealogia episcopale è:
- Cardinale Vital du Four
- Arcivescovo John de Stratford
- Vescovo Richard de Bury